# Bilisht
Bilisht  (albanska: Bilisht med böjningsformen Bilishti; makedonska: Билишта, Bilišta) är en ort i kommunen Bashkia e Bilishtit i Albanien.   Den ligger i Korca prefektur i den östra delen av landet, 120 kilometer sydost om huvudstaden Tirana. Vid kommunreformen 2015 blev det en administrativ enhet och säte för Devoll kommun. Den var tidigare säte för Devoll Distrikt. Befolkningen vid folkräkningen 2011 var 6 250. Staden ligger 9 km från gränsen till Grekland vid Kapshticë. Den närmaste grekiska staden på andra sidan gränsen är Krystallopigi. Bilisht ligger cirka 880–970 meter över havet och har ett kontinentalt klimat med svala somrar och kalla vintrar. Fotbollsklubben är KS Devolli.

## Geografi
Bilisht är den sydostligaste staden i Albanien. Den ligger öster om Devolldalen i ett kuperad område som sträcker sig från floden Devoll till Kokogllava ovanför staden och täcker ett område på 1,4 km2. Med en genomsnittlig höjd 925 m över havet är Bilishti den näst högsta staden i Albanien efter Erseka (1020 m över havet).
Staden har en mycket gynnsam geografisk position eftersom den ligger vid motorvägen som förbinder Albanien med Grekland via Kapshtica som ligger 7 km öster om Bilisht. I norr gränsar Bilisht till Bitincka (3 km öster om den), i öst ligger Kokogllava (1140 meter över havet), Stranra (1280 meter över havet), Sellcat och Vernikun. I söder gränsar den till Vishocica och i väster till floden Devoll och byar som Poloska, Kuçi, Babani och Hoçishti.
Trakten runt Bilishtit består till största delen av jordbruksmark.  Runt Bilisht är det glesbefolkat, med 17 invånare per kvadratkilometer.